# 縁起者で行こう
『縁起者で行こう』（えんぎもんでいこう）は、サザンオールスターズが1984年の大晦日に新宿コマ劇場で行った年越しライブである。

## 解説
1984年の大晦日に行われた年越しライブ。アルバム「人気者で行こう」の収録曲を中心としたツアー『大衆音楽取締法違反』開催中に行われた。公式な形では自身初の年越しライブであり、「日本初の年越しライブ」「年越しライブの元祖」とも言われている。

## 演奏曲
| 1              | いとしのフィート                              | 1978 |
| 2              | メリケン情緒は涙のカラー                      | 1984 |
| 3              | あっと言う間の夢のTONIGHT                     | 1984 |
| 4              | 東京シャッフル                                | 1983 |
| 5              | 匂艶 THE NIGHT CLUB                           | 1982 |
| 6              | ALLSTARS' JUNGO                               | 1983 |
| 7              | 赤い炎の女                                    | 1983 |
| カウントダウン |                                               |      |
| 8              | 年の始め                                      |      |
| 9              | よどみ萎え、枯れて舞え                        | 1984 |
| 10             | JAPANEGGAE                                    | 1984 |
| 11             | 夕方 Hold On Me                               | 1984 |
| 12             | Woman ／ John Lennon                          | 1980 |
| 13             | Love ／ John Lennon                           | 1970 |
| 14             | Imagine ／ John Lennon                        | 1971 |
| 15             | Tarako                                        | 1984 |
| 16             | ラッパとおじさん (Dear M.Y's Boogie)          | 1981 |
| 17             | Big Star Blues (ビッグスターの悲劇)           | 1981 |
| 18             | マチルダBABY                                  | 1983 |
| 19             | ミス・ブランニュー・デイ (MISS BRAND-NEW DAY) | 1984 |
| ENCORE         |                                               |      |
| En1            | ボディ・スペシャルII (BODY SPECIAL)           | 1983 |
| En2            | 勝手にシンドバッド                            | 1978 |
| En3            | Dear John                                     | 1984 |

- テレビ中継では「東京シャッフル」、「夕方 Hold On Me」、「勝手にシンドバッド」が放送されていない。